# Hydrobiosella cerula
Hydrobiosella cerula là một loài Trichoptera trong họ Philopotamidae. Chúng phân bố ở miền Australasia.